# Alfredo Navarro
Alfredo Mónico Navarro Benítez (Montevideo, 4 de mayo de 1868 — Montevideo, 17 de mayo de 1951) fue un prominente médico y político uruguayo, perteneciente al Partido Colorado. Ocupó múltiples cargos en el ámbito de la medicina, como el decanato a la Facultad de Medicina (en 1905-1907 y 1927-1933). Fue el 1.° vicepresidente de Uruguay.

## Biografía
Nace en Montevideo, hijo de Juana Benítez y Antonio Navarro y hermano de Gabriel Navarro Benítez. Se recibe de bachiller en 1885. Realizó el doctorado en Medicina en París especializándose en cirugía en Francia al lado del doctor Victor Pauchet. 

## Actividad académica
En 1885 se trasladó a París, donde cursó sus estudios superiores en Medicina y Cirugía, doctorándose con una tesis sobre “Hidronefrosis por riñon móvil”. Durante su permanencia en esa ciudad, accedió además por concurso al cargo de alumno interno. Posteriormente, se mantuvo en estrecho contacto con diversas instituciones médicas de Europa, donde concurrió a perfeccionarse en repetidas oportunidades.
Regresó a Montevideo en 1894. Al año siguiente, asumió en forma interina y honoraria la Cátedra de Anatomía Topográfica y Medicina Operatoria de la Facultad de Medicina. 
Navarro promovió el carácter práctico de los estudios, aún de los presentaban un perfil esencialmente teórico. Desde esa posición había apoyado iniciativas tendientes al desarrollo de los aspectos prácticos de la enseñanza, que obligaban a los estudiantes a concurrir a clases, limitando los efectos, a su juicio negativos, de la ley de enseñanza libre de 1889. 
En abril de 1896 fue nombrado profesor de Patología Quirúrgica de forma interina (ocupando luego el cargo en titularidad), y unos meses después pasó a ejercer la Clínica Quirúrgica, permaneciendo integrado a la misma por más de cuarenta años.
Junto con sus colegas Manuel Quintela, Elías Regules, Ángel Maggiolo y José Scosería reformularon la Facultad de Medicina a imagen de la Universidad de París comenzando las reformas en 1896.

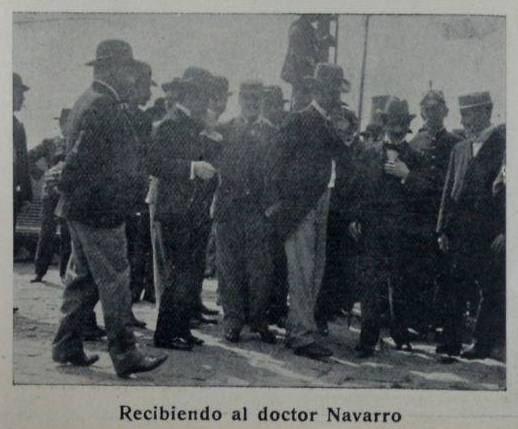

En 1897 realizó la primera operación neuroquirúrgica del Uruguay.

## Decano de la Facultad de Medicina
Al ser designado Decano de la Facultad de Medicina el 25 de enero de 1905, planteó nuevamente la reorganización de los estudios. El nuevo plan, pautado por la formación francesa de Navarro, así como por los aportes de la escuela alemana en torno a la importancia de la especialización, establecía una intensificación de las instancias prácticas en la enseñanza, tendencia que había iniciado José Scoseria y que coincidía con la sustentada por Eduardo Acevedo desde el rectorado. Determinaba la obligatoriedad del laboratorio para diversas materias, y acentuaba la actividad práctica en el dictado de Anatomía Patológica, asignatura que al reglamentarse el plan quedaría divida en teórica y práctica. 
El nuevo Plan establecía también la división de la carrera en dos ciclos, abarcando los primeros dos años el estudio del organismo sano, y los tres restantes el de las patologías, mediante el incremento de la práctica hospitalaria. Por otra parte, preveía un incremento de los profesores agregados. Se estimaba que esta medida permitiría incorporar a la docencia e investigación universitarias a un número creciente de egresados, al tiempo que liberaría a los profesores titulares de los cursos expositivos, permitiéndoles concentrar su actividad en las clínicas. Navarro sostuvo que esta medida contribuiría sustancialmente al desarrollo de la investigación, tarea que consideraba prioritaria, y en la que sustentaba su propuesta reformista.
Aprobado y reglamentado en un corto lapso, el nuevo plan debió enfrentar, en los primeros años de su puesta en marcha, insuficiencias presupuestarias y de recursos humanos formados en ciertas áreas, así como carencias edilicias que se resolvieron años más tarde, cuando la Facultad ocupó su nuevo edificio en la Plaza Sarandí.
Durante este primer decanato de Navarro se reformuló también el plan de Odontología, poniéndose el acento, al igual que en el Medicina, en la enseñanza práctica. En 1906, se instaló además el laboratorio de Anatomía Patológica, y se crearon los Institutos de Química y Fisiología. Se apuntaba de esta forma a fomentar la especialización y el desarrollo de la investigación sin descuidar la enseñanza, ya que resultaba imprescindible ser docente de la materia para aspirar a dirigir el Instituto. Al año siguiente, se estableció la Cátedra de Psiquiatría, que quedó a cargo de Bernardo Etchepare.
En abril de 1907, Navarro renunció al decanato, solidarizándose con el alejamiento de Eduardo Acevedo Vásquez del rectorado por desavenencias de carácter político, al igual que otros Decanos de la Universidad de la República, durante la presidencia de Claudio Williman.
Fue designado nuevamente como Decano el 16 de febrero de 1927. Por encontrarse en viaje hacia Europa, asumió el cargo al año siguiente. En esta etapa, su actuación al frente de la Facultad se desarrolló en un clima conflictivo. Asumiendo los postulados de la Reforma Universitaria, los estudiantes aspiraban al restablecimiento de las reuniones de estudiantes y profesores, así como a una mayor proyección de la Facultad en el terreno social mediante el desarrollo de tareas de extensión. Navarro no compartía los postulados del movimiento reformista, oponiéndose además a la aspiración estudiantil de realizar concursos para las jefaturas de clínicas, y al régimen mensual de exámenes promovido por Elio García Austt, delegado de los estudiantes en el Consejo. 
A pesar de los reiterados enfrentamientos, su segundo período al frente de la Facultad de Medicina aparejó avances considerables para la institución: se crearon los Instituto de Medicina Experimental, de Pediatría y Puericultura, y de Clínica Quirúrgica y Cirugía Experimental; se integró a la Facultad el Instituto de Cáncer; y se incrementó el presupuesto de la institución. 

## Cargos en otras instituciones
Navarro ejerció diversos cargos en instituciones vinculadas al ejercicio de su profesión: cirujano del Hospital Militar Central, y del Hospital Pasteur; médico de la sala de presos en el Hospital de Caridad (1897-1898) y de la Sala Hermanas de la Caridad (hasta 1916); profesor de la Sala del Hospital Maciel que lleva su nombre, y de la Sala de Cirugía A. del Pabellón “Ricord” (Dispensario nº 1 del Instituto Profiláctico de la Sífilis); y miembro del ex Consejo Directivo de la Asistencia Pública Nacional (desde 1925). Integró además instituciones médicas prestigiosas, siendo designado Miembro Correspondiente de la Academia de Medicina de París (1929), y de la Sociedad de Cirugía de esa ciudad. 
También fue miembro fundador del Sindicato Médico del Uruguay en 1920 y presidente de la Sociedad de Cirugía del Uruguay en los años 1923, 1928 y 1937.

## Actividad política
Actuó en político como integrante del Partido Colorado. Al producirse el autogolpe de Estado de 1933 del presidente Gabriel Terra fue designado como uno de los nueve miembros de la Junta de Gobierno, que sirvió como asesoramiento al Poder Ejecutivo tras la disolución del el Parlamento y el Consejo Nacional de Administración.
Aprobada la Constitución de 1934 (que sirvió para institucionalizar la Dictadura de Terra), se crea por primera vez el cargo de Vicepresidente de la República. Navarro es electo para dicho cargo acompañando a Gabriel Terra (1934-1938), convirtiéndose así en el primer vicepresidente de la historia de Uruguay. Como Vicepresidente le correspondió ejercer, como dictan sus funciones, la presidencia del Senado y de la Asamblea General.
En los siguientes años su entusiasmo fue declinando, al mismo tiempo que crecían y se hacían sentir las críticas de los estudiantes de medicina. Los mismos que lo habían impulsado a aceptar el decanato en 1928, ahora lo denostaban. La opinión estudiantil queda bien reflejada en los anexos, donde se reproducen artículos de “El Estudiante Libre” de 1933, entre los cuales sobresale el titulado “Pobre viejo Navarro”. En marzo de 1938 finalizaba su actuación en política, a la que jamás volvería.

## Legado
Refiriendo a los logros de su larga y destacada actuación en ámbito médico, Juan Oddone y Blanca París señalaban que “Navarro y (Enrique) Pouey importaron al país todas las nuevas técnicas que rápidamente iban transformando la cirugía europea y las incorporaron a la docencia y a la medicina uruguayas. […] Con Navarro se dio en la medicina nacional el tránsito de la cirugía anatómica a la fisiológica, hacia la cirugía conservadora que trata de rehacer, de reconstruir […]” (Juan Oddone - Blanca París, 1971, tomo II, p. 439).
Detallando algunos de sus aportes en particular, Arturo Scarone advertía que “La técnica de la asepsia derivada de los principios sostenidos por Pasteur, tuvo en el doctor Navarro un defensor infatigable, logrando al fin imponerla entre nosotros sobre la antisepsia, defendida por la escuela listeriana. Fue el primero que empleó la gasa simple esterilizada en la curación de las heridas asépticas, suprimiendo en absoluto los aintisépticos. Generalizó el empleo del suero fisiológico, de los autoclaves, del drenaje con tubos de caucho y la anestesia local por la cocaína (año 1895). Fue también el primero en abordar sin temor, sistemáticamente, la cirugía abdominal y la cirugía cerebral y al doctor Navarro se deben nuevos procedimientos de abordaje de la región frénica y del cardias e intervenciones simples de resección de úlceras pépticas que disminuyen enormemente el riesgo de vida de los operados.” (Arturo Scarone, 1937, p. 344).
Además, más allá del terreno de la Medicina, contribuyó al desarrollo de la investigación y experimentación en la Escuela de Veterinaria. Durante su gestión al frente de la institución, procuró ajustar su orientación docente tomando como referencia los postulados franceses en la materia, y promovió la implementación de proyectos tendientes a combatir patologías que afectaban a la ganadería uruguaya. 

## Publicaciones
- Contribution a l’étude des Hydronéphroses
- Tratamiento del cáncer de la ampolla de Vater
- Cirugía de la fosa fenética
- Sífilis del ciego
- Los trastornos producidos por anomalías de la vesícula bibliar
- Las mastitis crónicas y su tratamiento por el extracto de glándula mamaria
- Gastritis agudas en las colecistitis
- Las estrecheces duodenales en las pancreatitis
- Litiasis pancreática
- Obstrucción crónica del duodeno
- Trastornos producidos por anomalías de la vesícula biliar
- Luxaciones del carpo
- Pericolitis membranosa
- Las artropatías tabéticas inflamatorias desde el punto de vista quirúrgico
- Apendicitis crónica
- Apendicitis con cálculo de colesterina
- La comprensión del mediano en las fracturas del puño
- Metrorragias en las diabetes
- Una rara complicación de ectopía testicular
- Hidrofrenosis intermitente por riñón móvil”
- Litiasis en un canal hepático accesorio
- Tratamiento de la úlcera péptica después de gastroenterostomía”
- Sobre apendicitis
- Infección estafilocócica
- El ganglio de Troissier en las afecciones no cancerosas del estómago
- El dolor en el cáncer del estómago
- Síndrome pilórico, por anomalía ligamentosa
- Las hemorragias gástricas sin lesión
- Las relaciones patológicas gastro hepáticas
- Las hepatitis en el curso de las úlceras de estómago
- Sobre la técnica del ano artificial
- Luxaciones estrenales
- Patogenia de la litiasis biliar